# Панкратий Гревенски
Панкратий (на гръцки: Παγκράτιος) е православен духовник, митрополит на Охридската архиепископия.

## Биография
Според Хайнрих Гелцер Панкратий е споменат като гревенски митрополит в 1676 година.